# Изяслав Мстиславич (князь торческий)
Изяслав Мстиславич — князь торческий начала 1230-х годов и претендент на галицкий престол в 1250-е годы. По версии Горского А. А., также великий князь Киевский (1235). Сын Мстислава Удатного.

## Биография
Впервые в летописи Изяслав упоминается в 1226 году, ещё при жизни отца. Один из лидеров боярской галицкой оппозиции, Жирослав, будучи изгнан Мстиславом Удатным, вместе с Изяславом уехал в Венгрию.
В 1231 году Даниил получил от Владимира Рюриковича Киевского Торческ в Поросье и передал его братьям своей жены, сыновьям Мстислава Удатного. В том же году летопись сообщает об участии в княжеском съезде в Киеве трёх Мстиславичей: Мстислава, Ярослава и Изяслава.
Возможно, Изяслав (если является одним лицом с Изяславом, действовавшим в 1235 году в союзе с Михаилом Черниговским и половцами), разбил Даниила Галицкого и овладел Киевом, взял в плен своего дядю Владимира Рюриковича, но тот был выкуплен из плена и смог вернуть себе Киев уже к следующему году.
В 1254 году Изяслав решил воспользоваться войной Даниила с Ордой и завладеть Галичем с помощью ордынцев. Он предложил осаждавшему Кременец Куремсе идти на Галич, но получил отказ и занял город самостоятельно, после чего был пленен Романом Даниловичем. По мнению Грушевского М. С., целью нападений Куремсы был захват пограничных земель Галицко-Волынского княжества, поскольку, с одной стороны, эти походы не были простыми грабительскими, а с другой, не преследовали цели смены власти в Галиче.О дальнейшей судьбе Изяслава ничего неизвестно.
О жене и детях Изяслава неизвестно.
- Ростислав Мстиславич (1167
  - Роман Ростиславич (1180)
    - Ярополк Романович (после 1180)
    - Мстислав Старый (1223)
      - Святополк Мстиславич
      - Изяслав (князь киевский, XIII век)
      - Ростислав Мстиславич (сын Мстислава Романовича)
      - Всеволод Мстиславич (князь смоленский)

  - Рюрик Ростиславич (1210)
    - Ростислав Рюрикович (1218)
    - Владимир Рюрикович (1239)
      - Ростислав Владимирович (князь овручский)

  - Давыд Ростиславич (1197)
    - Изяслав Давыдович (сын Давыда Ростиславича) (после 1184)
    - Мстислав Давыдович (князь новгородский) (1187)
    - Константин Давыдович (смоленский князь) (1217/18)
    - Мстислав Давыдович (князь смоленский) (1230)
      - Ростислав Мстиславич (сын Мстислава Давыдовича)

  - Мстислав Ростиславич Храбрый (1180)
    - Мстислав Удатный (1228)
      - Мстислав
      - Ярослав
      - Изяслав Мстиславич (князь торческий)

    - Владимир Мстиславич (князь псковский) (после 1226)
      - Ярослав Владимирович (князь псковский)

    - Давыд Мстиславич (1226)